# Kajak-polo na World Games 2025
Kajak-polo na World Games 2025 będzie rozgrywane w dniach 13 - 16 sierpnia chińskim mieście Chengdu, w ośrodku Jianyang Cultural and Sports Centre

## Kwalifikacje
W turnieju męskim wystąpi osiem drużyn, zakwalifikowanych na podstawie wyników z ICF Kajak-polo Mistrzostw Świata 2024.

## Uczestnicy
- Chiny
- Niemcy
- Francja
- Dania
- Wielka Brytania
- Włochy
- Hiszpania
- Polska

## Faza grupowa
Faza grupowa podzielona jest na dwie grupy po cztery drużyny. Każda z każdą zagra po jednym meczu w swojej grupie.
| Poz. | Drużyna         | Pkt | Mecze | Zwycięstwa | Br+ | Br- | +/- |
| ---- | --------------- | --- | ----- | ---------- | --- | --- | --- |
| 1    | Niemcy          | 9   | 3     | 3          | 20  | 4   | +16 |
| 2    | Włochy          | 6   | 3     | 2          | 25  | 7   | +18 |
| 3    | Wielka Brytania | 3   | 3     | 1          | 15  | 8   | +7  |
| 4    | Chiny           | 0   | 3     | 0          | 2   | 43  | -41 |

| Data       | Godzina (CEST) | Mecz                     | Wynik |
| ---------- | -------------- | ------------------------ | ----- |
| 13.08.2025 | 7:40           | Niemcy - Włochy          | 5-3   |
| 13.08.2025 | 8:20           | Wielka Brytania - Chiny  | 12-2  |
| 14.08.2025 | 5:00           | Niemcy - Wielka Brytania | 2-1   |
| 14.08.2025 | 5:40           | Włochy - Chiny           | 18-0  |
| 14.08.2025 | 12:00          | Niemcy - Chiny           | 13-0  |
| 14.08.2025 | 12:40          | Wielka Brytania - Włochy | 2-4   |

| Poz. | Drużyna   | Pkt | Mecze | Zwycięstwa | Br+ | Br- | +/- |
| ---- | --------- | --- | ----- | ---------- | --- | --- | --- |
| 1    | Dania     | 9   | 3     | 3          | 11  | 7   | +4  |
| 2    | Francja   | 6   | 3     | 2          | 16  | 10  | +6  |
| 3    | Hiszpania | 3   | 1     | 1          | 16  | 15  | +1  |
| 4    | Polska    | 0   | 3     | 0          | 11  | 22  | -11 |

| Data       | Godzina (CEST) | Mecz                | Wynik |
| ---------- | -------------- | ------------------- | ----- |
| 13.08.2025 | 9:00           | Francja - Hiszpania | 5-4   |
| 13.08.2025 | 9:40           | Dania - Polska      | 4-2   |
| 14.08.2025 | 6:20           | Francja - Dania     | 1-2   |
| 14.08.2025 | 7:00           | Hiszpania - Polska  | 8-5   |
| 14.08.2025 | 13:20          | Francja - Polska    | 10-4  |
| 14.08.2025 | 14:00          | Dania - Hiszpania   | 5-4   |

## Faza pucharowa
W fazie pucharowej zaprezentuje się wszystkie osiem drużyn. Najlepsza drużyna z grupy A podejmie najgorszą z grupy B, a najlepsza z grupy B zagra z najgorszą z grupy A, i tak dalej w przypadku kolejnych miejsc. Tak więc grupy są rozgrywane tylko w celu rozstawienia zespłów w play-offach. Faza pucharowa dzieli się na trzy etapy, czyli ćwierćfinał, półfinał oraz mecz o 3 miejsce i finał. Poza tym rozegrane zostanie również drzewko przegranych, by wyłonić, które drużyny zajmą miejsca od 5 do 8. 
| Data       | Godzina (CEST) | Mecz                          | Wynik |
| ---------- | -------------- | ----------------------------- | ----- |
| 15.08.2025 | 7:40           | Q1: Niemcy - Polska           | 5-2   |
| 15.08.2025 | 8:20           | Q2: Dania - Chiny             | 4-0   |
| 15.08.2025 | 9:00           | Q3: Włochy - Hiszpania        | 5-3   |
| 15.08.2025 | 9:40           | Q4: Francja - Wielka Brytania | 3-4   |

| Data       | Godzina (CEST) | Mecz                | Wynik |
| ---------- | -------------- | ------------------- | ----- |
| 15.08.2025 | 13:20          | Polska - Francja    | 4-9   |
| 15.08.2025 | 14:00          | Chiny - Hiszpania   | 0-10  |
| 16.08.2025 | 5:40           | Polska - Chiny      | 7-0   |
| 16.08.2025 | 11:20          | Francja - Hiszpania | 7-2   |

| Data       | Godzina (CEST) | Mecz                     | Wynik |
| ---------- | -------------- | ------------------------ | ----- |
| 16.08.2025 | 7:40           | Niemcy - Wielka Brytania | 4-1   |
| 16.08.2025 | 8:20           | Dania - Włochy           | 1-3   |

| Data       | Godzina (CEST) | Mecz                    | Wynik |
| ---------- | -------------- | ----------------------- | ----- |
| 16.08.2025 | 12:40          | Wielka Brytania - Dania | 3-2   |
| 16.08.2025 | 14:00          | Niemcy - Włochy         | 3-1   |

## Medale
| Poz.   | Państwo         |
| ------ | --------------- |
| złoto  | Niemcy          |
| srebro | Włochy          |
| brąz   | Wielka Brytania |
| 4      | Dania           |
| 5      | Francja         |
| 6      | Hiszpania       |
| 7      | Polska          |
| 8      | Chiny           |

## Skład męskiej reprezentacji Polski
- Juliusz Bulira (Klub Sportowy Powiśle)
- Jan Bulira (Klub Sportowy Powiśle)
- Hubert Migdalski (Team Poznań)
- Maciej Rosiak (Klub Sportowy Powiśle)
- Wiktor Mańczak (Klub Sportowy Powiśle)
- Mateusz Donart (Klub Sportowy Powiśle)
- Kacper Grzebalski (MOSW Choszczno)
- Łukasz Pilarz (UKS Set Kaniów)